# Ланёвилль, Эрик
Эрик Джерард Ланёвилль (англ. Eric Gerard Laneuville; род. 14 июля 1952) — американский актёр и режиссёр телевидения. Его первые актёрские роли были в научно-фантастическом фильме «Человек Омега» с Чарлтоном Хестоном в главной роли и в телесериале канала ABC «Комната 222» (1970—1973). Его роль Лютера Хоукинса в телесериале «Сент-Элсвер» является его самой известной ролью. Он также снялся в фильме «Сила одиночки» (1979) в роли Чарли, пасынка Чака Норриса. В более поздние годы, он часто снимал одно-часовые драмы как «Говорящая с призраками» и «Остаться в живых». Он снял эпизод «Missing» сериала «Следствие по телу».

## Карьера

### Актёрство
Ланёвиль начал заниматься актёрством во время учёбы в средней школе Одубон в Креншоу, Лос-Анджелесе. Он часто играл несовершеннолетних персонажей, которые моложе его возраста. Он появился в нескольких мюзиклах в Одубоне под предводительством учителя драмы Марио Ломели, включая «Bye Bye Birdie», «Annie Get Your Gun» и «Oklahoma!». Одновременно с посещением театральных курсов в средней школе Сьюзан Миллер Дорси, он начал заниматься актёрством профессионально, играя трудного подростка в обладающем наградами сериале «Комната 222», а также вместе с Чаком Норрисом в фильме «Сила одиночки». Он также появился в трёх эпизодах «Санфорда и сына» в роли приёмного сына Эстер. В 1982 году, он получил роль Лютера Хоукинса в телесериале «Сент-Элсвер». Он оставался в сериале вплоть до его окончания в 1988 году.
Кроме «Человека Омеги», его другие появления в кино включали фильмы «Джонс — Чёрный пояс» (1974), «Жажда смерти» (1974) вместе с Чарльзом Бронсоном, «Часть денег» (1977), «Любовь с первого укуса» (1979), «Сила одиночки» (1979), «Апокалипсис сегодня» (1979), «Балтиморская пуля» (1980) и «Просёлочные дороги» (1981).

### Режиссура
Первые режиссёрские задания Ланёвилля были для эпизодов «Сент-Элсвера». Он впоследствии снял эпизоды сериалов «Закон Лос-Анджелеса» (1986), «Квантовый скачок» (1989), «Доктор Дуги Хаузер» (1990), «Полиция Нью-Йорка» (1993), «Скорая помощь» (1995), «Девочки Гилмор» (2004), «Обмани меня» (2009), «Детектив Монк» (2005), «Менталист» (2009-12), «Нашествие», «Медиум», «Остаться в живых» (2005-08), «Подруги», «Все ненавидят Криса», «Побег», «Говорящая с призраками» и «Гримм» (2012-14). В 1992 году, он выиграл премию «Эмми» за режиссуру эпизода «All God’s Children» сериала NBC «Я улечу». Он также снял телефильм 2004 года «Принц Америки». В 2010 году, он снял телефильм «Список клиентов».
Так как его режиссёрская карьера поднялась ввысь, актёрская карьера Ланёвилля продолжалась лишь время от времени, обычно в небольших эпизодических ролях. Его совсем недавнее появление перед камерой было 3 октября 2014 года в качестве гостевой роли в сериале «Голубая кровь», в эпизоде, который он же и снял. До этого, он появился в роли доктора Ламара в телесериале «Клиника». Он также появился в «Страхе перед чёрной шляпе» (1994), псевдодоументальном фильме, пародирующем хип-хоп культуру 1990-х годов.

### Продюсерские работы
- Бык / Bull (исполнительный продюсер)
- Звонящий в полночь / Midnight Caller (продюсер)
- Новая жизнь / Brand New Life (супервайзовый продюсер)